# Associazione Calcio Udinese 1936-1937
Questa pagina raccoglie i dati riguardanti l'Associazione Calcio Udinese nelle competizioni ufficiali della stagione 1936-1937.

## Stagione
Nella stagione 1936-1937 l'Udinese ha disputato il girone A della Serie C. Con 23 punti si è piazzato in decima posizione di classifica appaiato al Grion Pola. Il campionato è stato vinto dal Padova con 40 punti ed è stato promosso in Serie B.

## Rosa
| N. |                   | Ruolo | Calciatore        |
| -- | ----------------- | ----- | ----------------- |
|    | Italia (bandiera) | A     | Mario Abatematteo |
|    | Italia (bandiera) | D     | Gino Bellotto     |
|    | Italia (bandiera) | P     | Amos Bighellini   |
|    | Italia (bandiera) | A     | Nello Bresin      |
|    | Italia (bandiera) | D     | Fulvio Ciroi      |
|    | Italia (bandiera) | C     | Carlo Conti       |
|    | Italia (bandiera) | C     | Luigi Di Pasquale |
|    | Italia (bandiera) | C     | Guerino Faini     |
|    | Italia (bandiera) | C     | Attilio Gallo     |
|    | Italia (bandiera) | A     | Guerino Marini    |
|    | Italia (bandiera) | A     | Gottardo Menini   |

| N. |                   | Ruolo | Calciatore         |
| -- | ----------------- | ----- | ------------------ |
|    | Italia (bandiera) | A     | Giuseppe Ostromann |
|    | Italia (bandiera) | C     | Sergio Peresson    |
|    | Italia (bandiera) | C     | Rinaldo Petrozzi   |
|    | Italia (bandiera) | A     | Oscar Presacco     |
|    | Italia (bandiera) | A     | Mario Sdraulig     |
|    | Italia (bandiera) | C     | Sisto Tavano       |
|    | Italia (bandiera) | P     | Giuseppe Tonello   |
|    | Italia (bandiera) | C     | Mario Tosolini     |
|    | Italia (bandiera) | D     | Luigi Zorzi        |
|    | Italia (bandiera) | A     | Mario Zuliani      |

## Risultati

### Girone di andata
| 1ª giornata | Padova | 3 – 0 | Udinese |  |

| 2ª giornata | Udinese | 1 – 1 | Marzotto Valdagno |  |

| 3ª giornata | Treviso | 1 – 1 | Udinese |  |

| 4ª giornata | Udinese | 3 – 3 | Vicenza |  |

| 5ª giornata | Rovigo | 2 – 0 | Udinese |  |

| 6ª giornata | Udinese | 1 – 3 | Fiumana |  |

| 7ª giornata | Mantova | 3 – 1 | Udinese |  |

| 8ª giornata | Udinese | 5 – 0 | Grion Pola |  |

| 9ª giornata | Pro Gorizia | 3 – 1 | Udinese |  |

| 10ª giornata | Udinese | 3 – 1 | SPAL |  |

| 11ª giornata | Udinese | 2 – 1 | Carpi |  |

| 12ª giornata | Ponziana | 3 – 1 | Udinese |  |

| 13ª giornata | Udinese | 6 – 1 | Fortitudo Trieste |  |

### Girone di ritorno
| 14ª giornata | Udinese | 0 – 1 | Padova |  |

| 15ª giornata | Marzotto Valdagno | 3 – 2 | Udinese |  |

| 16ª giornata | Udinese | 2 – 0 | Treviso |  |

| 17ª giornata | Vicenza | 6 – 1 | Udinese |  |

| 18ª giornata | Udinese | 1 – 0 | Rovigo |  |

| 19ª giornata | Fiumana | 0 – 0 | Udinese |  |

| 20ª giornata | Udinese | 1 – 1 | Mantova |  |

| 21ª giornata | Grion Pola | 3 – 1 | Udinese |  |

| 22ª giornata | Udinese | 2 – 1 | Pro Gorizia |  |

| 23ª giornata | SPAL | 3 – 0 | Udinese |  |

| 24ª giornata | Carpi | 0 – 1 | Udinese |  |

| 25ª giornata | Udinese | 0 – 2 | Ponziana |  |

| 26ª giornata | Fortitudo Trieste | 1 – 3 | Udinese |  |